# Râpa lui Bechir
Râpa lui Bechir sau „Bechirov Iar” este un monument al naturii de tip geologic sau paleontologic în raionul Soroca, Republica Moldova. Este amplasat la sud de orașul Soroca, ocolul silvic Soroca, Zastînca-II, parcela 24, în nemijlocita apropiere de șoseaua națională Chișinău-Soroca (strada Independenței). Are o suprafață de 46 ha (oficial; o publicație recentă atestă 48 ha). Obiectul este administrat de Întreprinderea pentru Silvicultură Soroca.

## Descriere

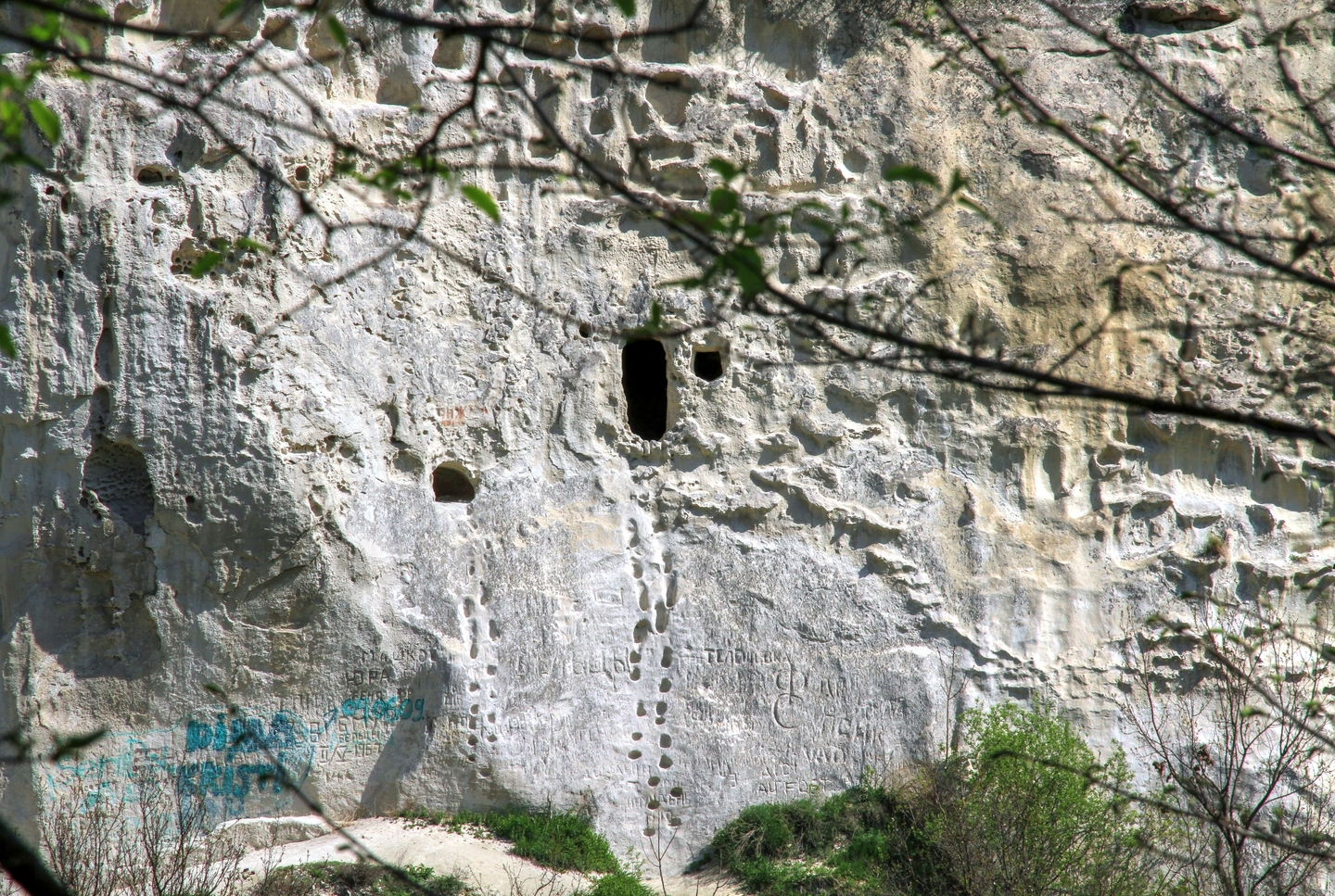
Aflorimentul cretacicului

Acest monument al naturii era studiat încă în secolul al XIX-lea de geologi precum Pavel Svin'in⁠(d) sau Karl Eichwald⁠(d). Lungimea ravenei este de circa 10 km, lățimea în aval 375 m, iar adâncimea alcătuiește aproximativ 100 m.
Compoziția geologică o constituie depozite cretacice, badeniene și volhiniene, precum și depozite aluviale din pleistocen. În părțile superioare se întâlnesc loessuri, argile nisipoase, argile roșietice-brune cu resturi arheologice ale culturii Cucuteni-Tripolia.

### Secționare litostratigrafică
Stratigrafia depozitelor din râpa lui Bechir prezintă următoarele secțiuni:
| Nr. | Grosime (m) | Denumire |
| --- | ----------- | --- |
| 1   | cca. 3 m    | strat de nisipuri calcaroase                                                                                        |
| 2   | cca. 16 m   | strat inferior de calcare de culoare albă și cenușie                                                                |
| 3   | cca. 18 m   | strat de calcare marnoase, cu un conținut de cochilii și faună cenomaniană; tot aici se întâlnesc noduri de cremene |
| 4   | cca. 15 m   | calcare cu conținut mare de cremene și fără faună                                                                   |
| 5   | 9,4 m       | conglomerate bazale de cremene                                                                                      |
| 6   | 4-6 m       | nisipuri ale formațiunii de Podolia                                                                                 |
| 7   | cca. 15 m   | calcare oolitice de vârstă volhiniană                                                                               |

## Statut de protecție

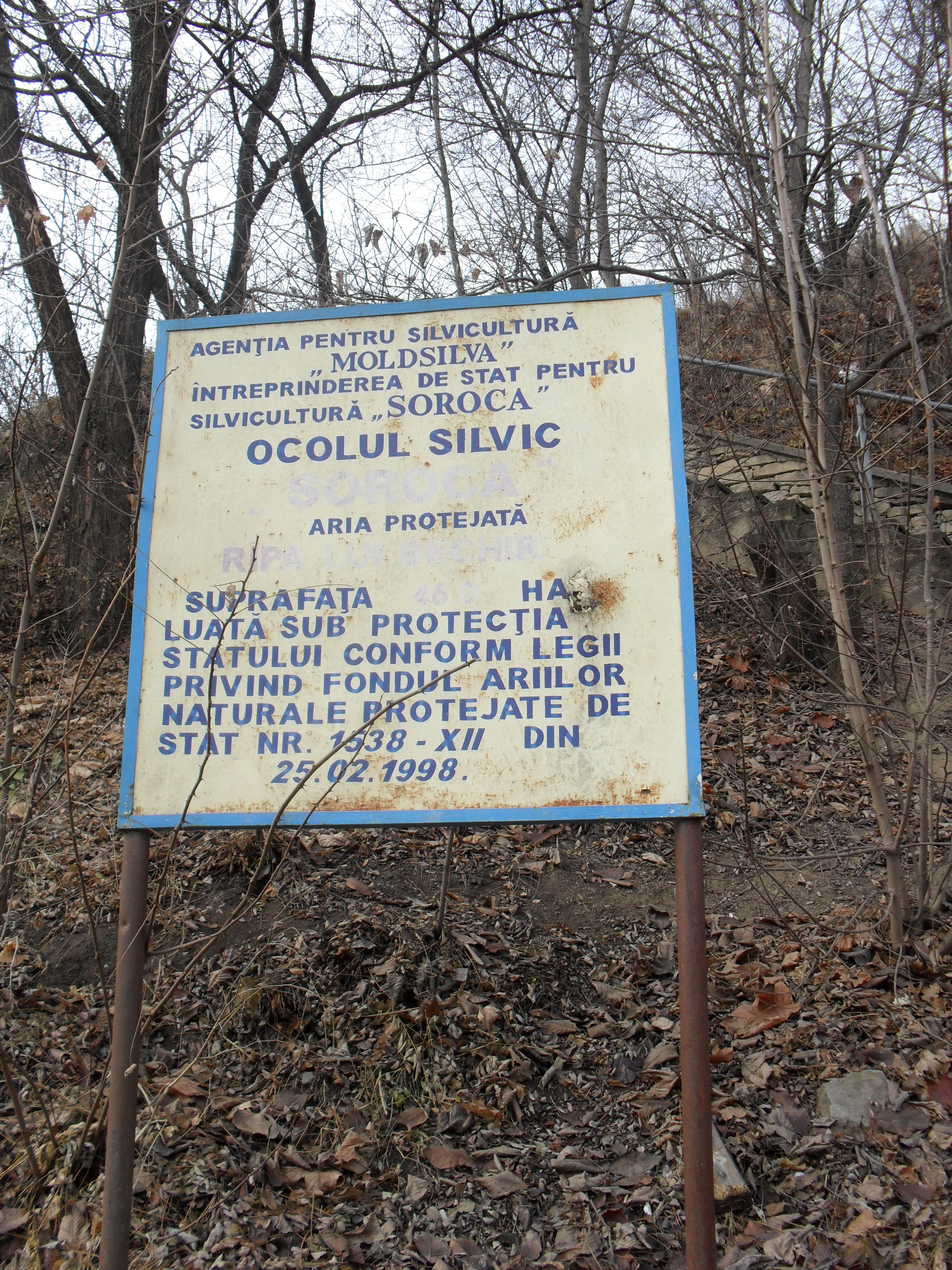
Panoul de informare, cu text șters de vechime

Obiectivul a fost luat sub protecția statului prin Hotărîrea Sovietului de Miniștri al RSSM din 13 martie 1962 nr. 111, iar statutul de protecție a fost reconfirmat prin Hotărîrea Sovietului de Miniștri al RSSM din 8 ianuarie 1975 nr. 5 și Legea nr. 1538 din 25 februarie 1998 privind fondul ariilor naturale protejate de stat. Deținătorul funciar al monumentului natural este Întreprinderea pentru Silvicultură Soroca.
Ravena prezintă interes științific pentru lucrări de cartare geologică și studiu stratigrafic al formațiunilor sedimentare ale platformei est-europene, cât și de colectare a materialului paleontologic, paleobotanic și arheologic.
Conform situației din anul 2016, nu au fost depistate încălcări ale statutului de protecție, cu excepția unei gunoiști neautorizate în zonă. După construcția capelei „Lumânarea Recunoștinței” pe promontoriul dintre râpă și fluviul Nistru, zona este vizitată permanent de turiști. Din vârful dealului de deschide o panoramă largă spre valea Nistrului.
În 2022, un fragment al râpei, și anume stânca abruptă din stânga (nord), a fost declarat monument istoric de importanță națională, sub denumirea Schitul rupestru „Peștera lui Bechir”.

## Galerie de imagini

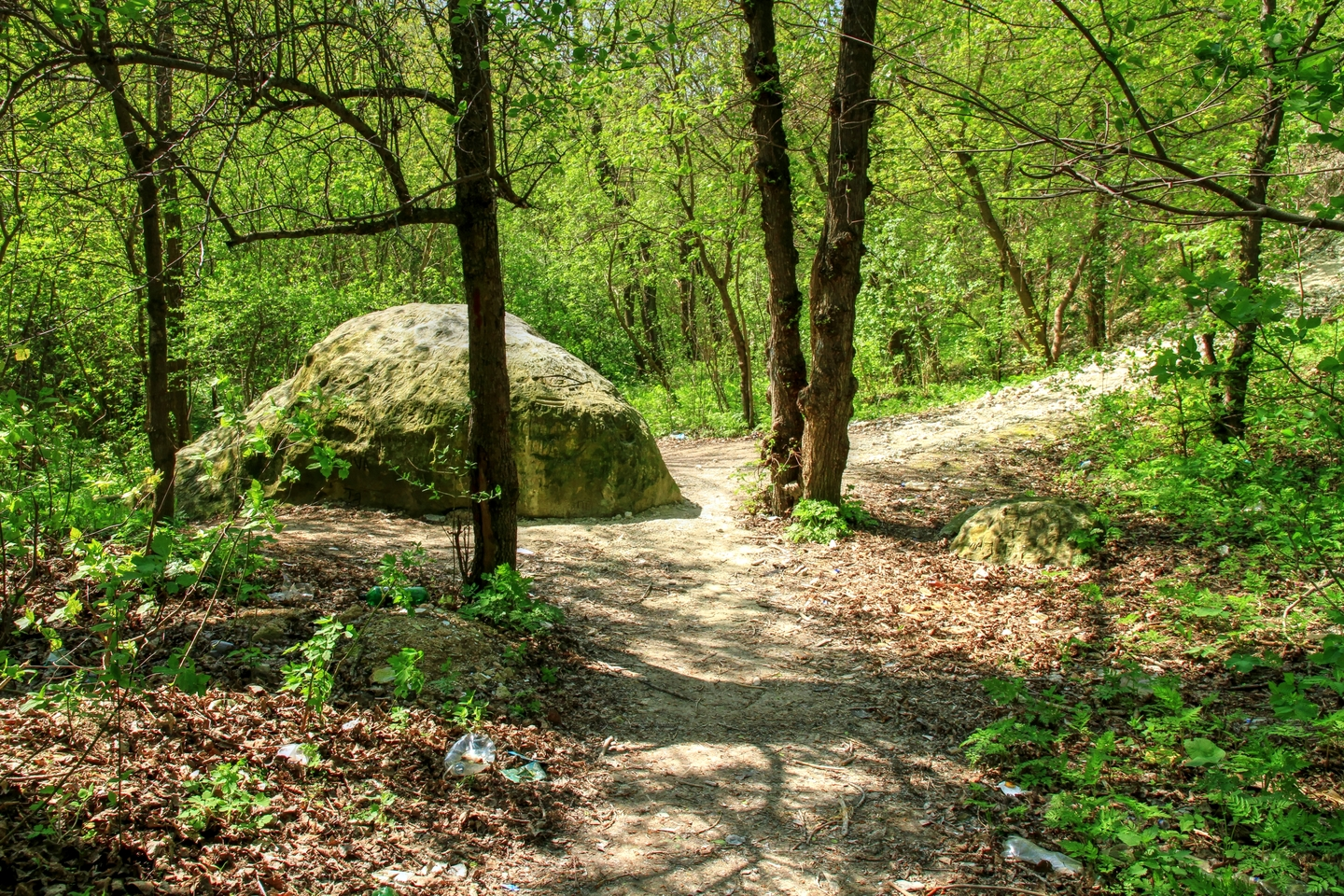
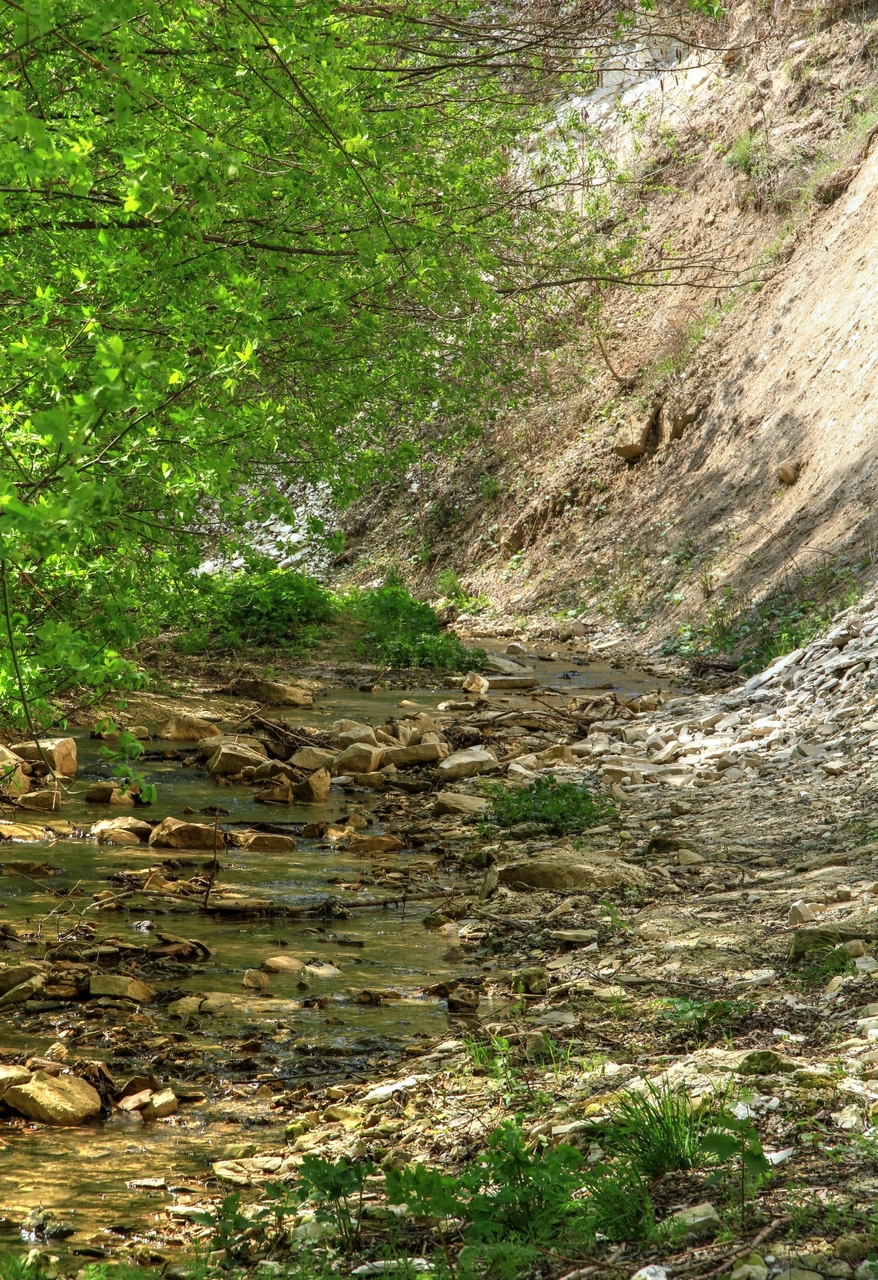
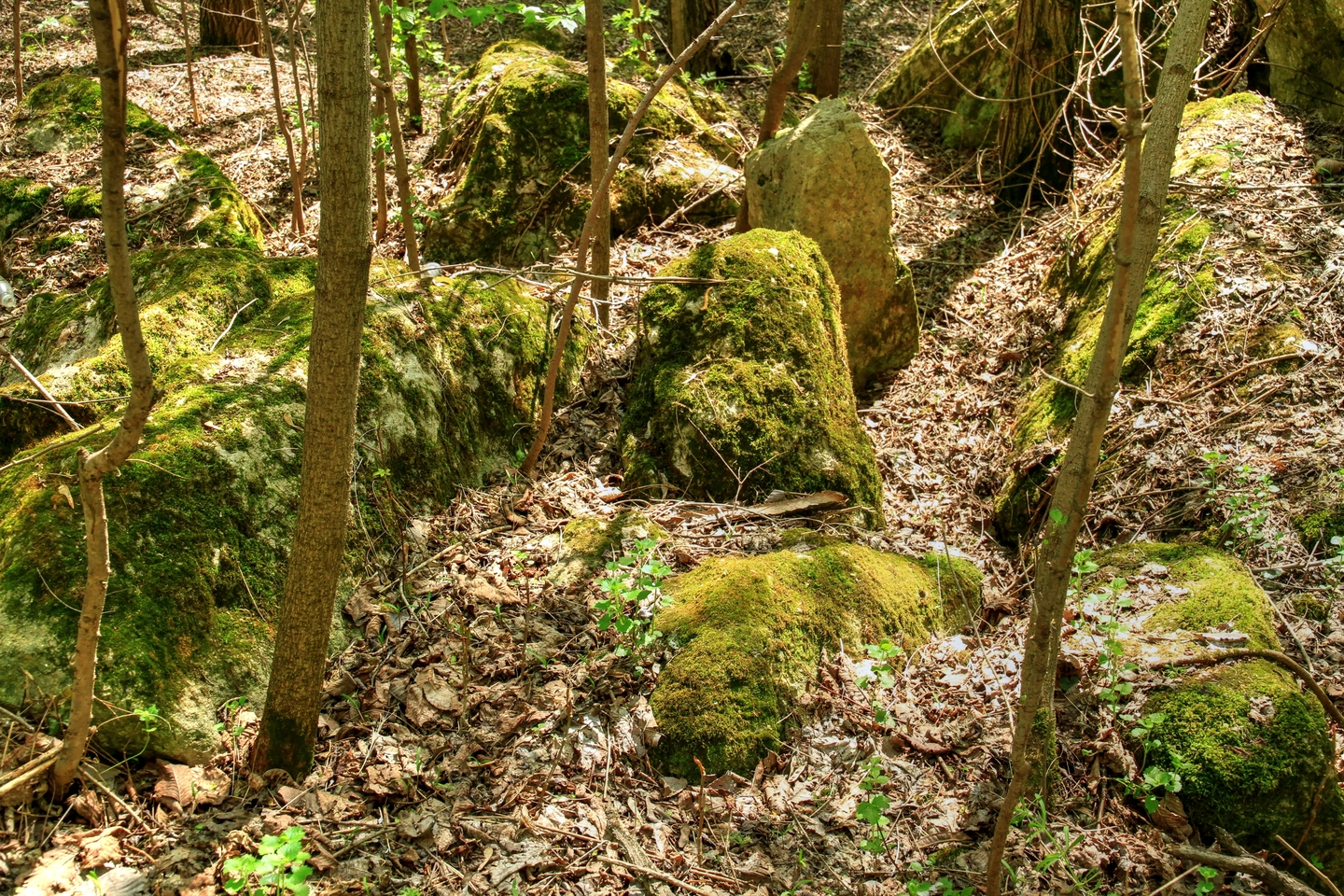
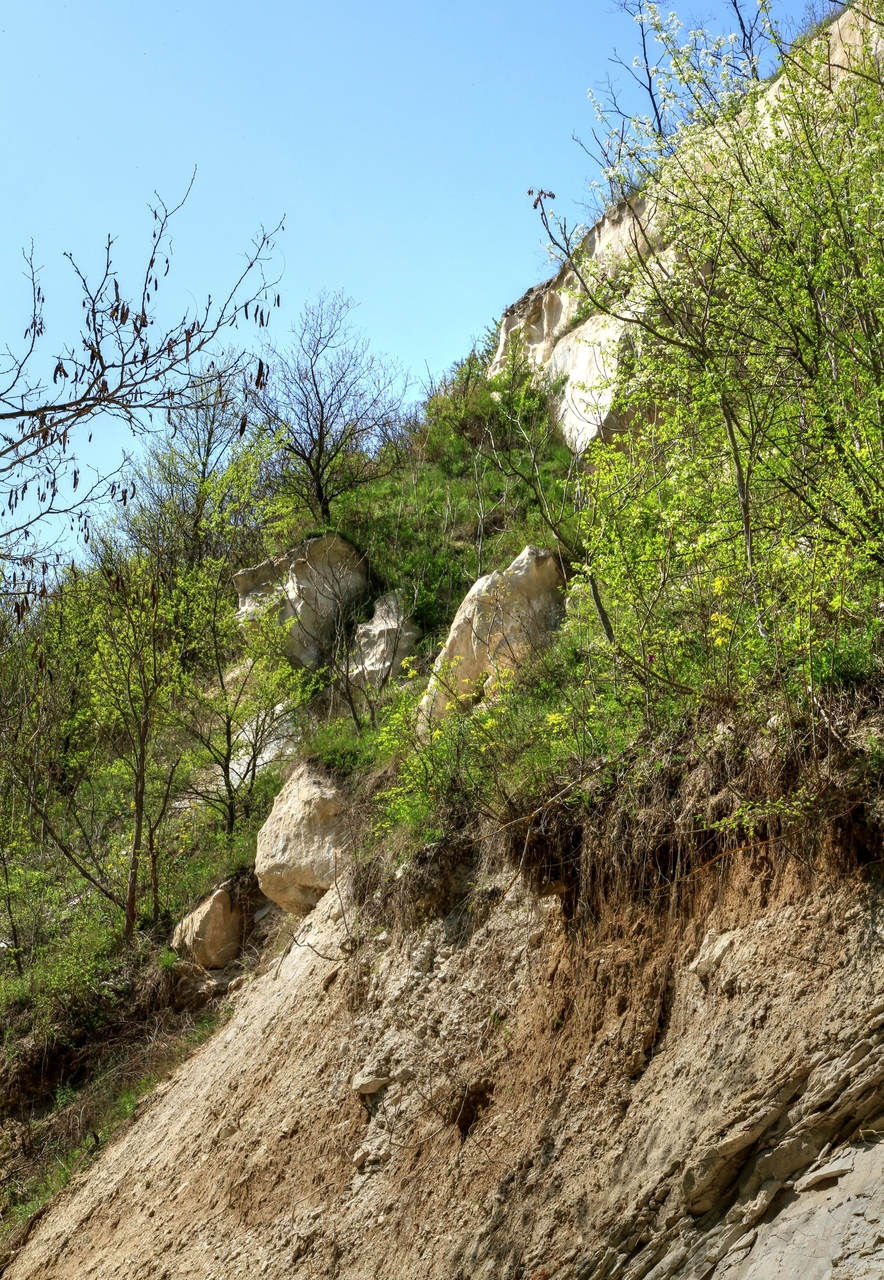
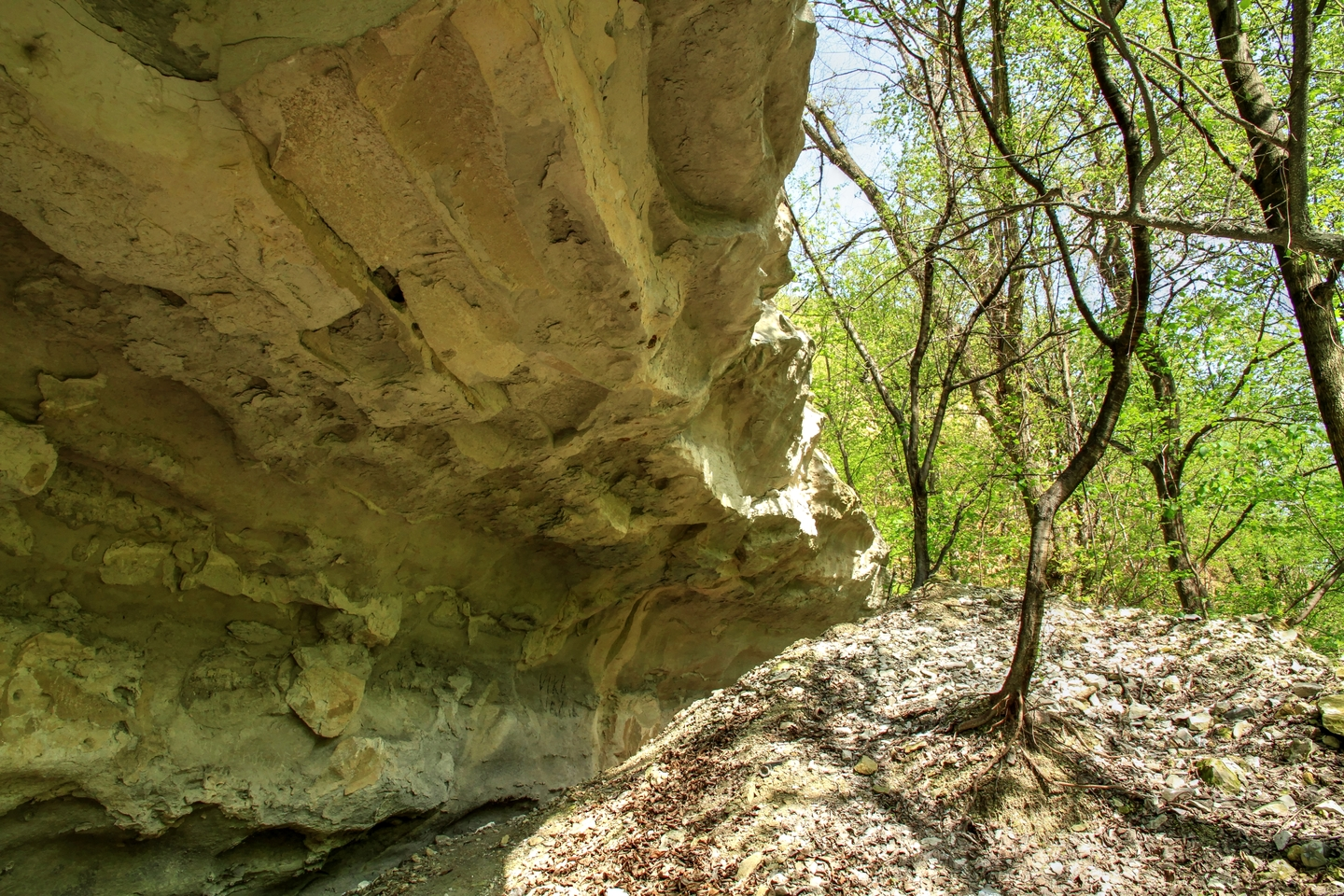
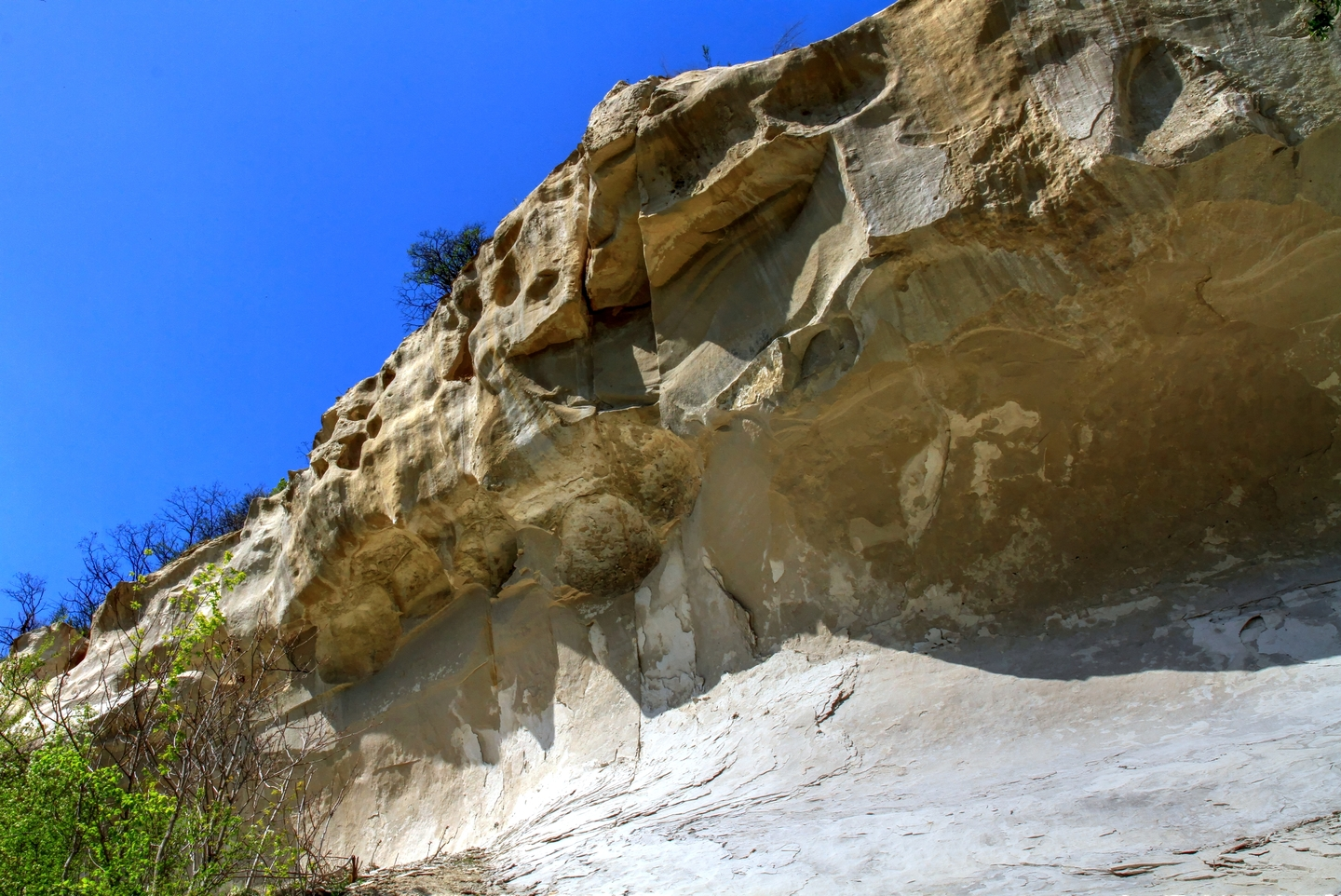
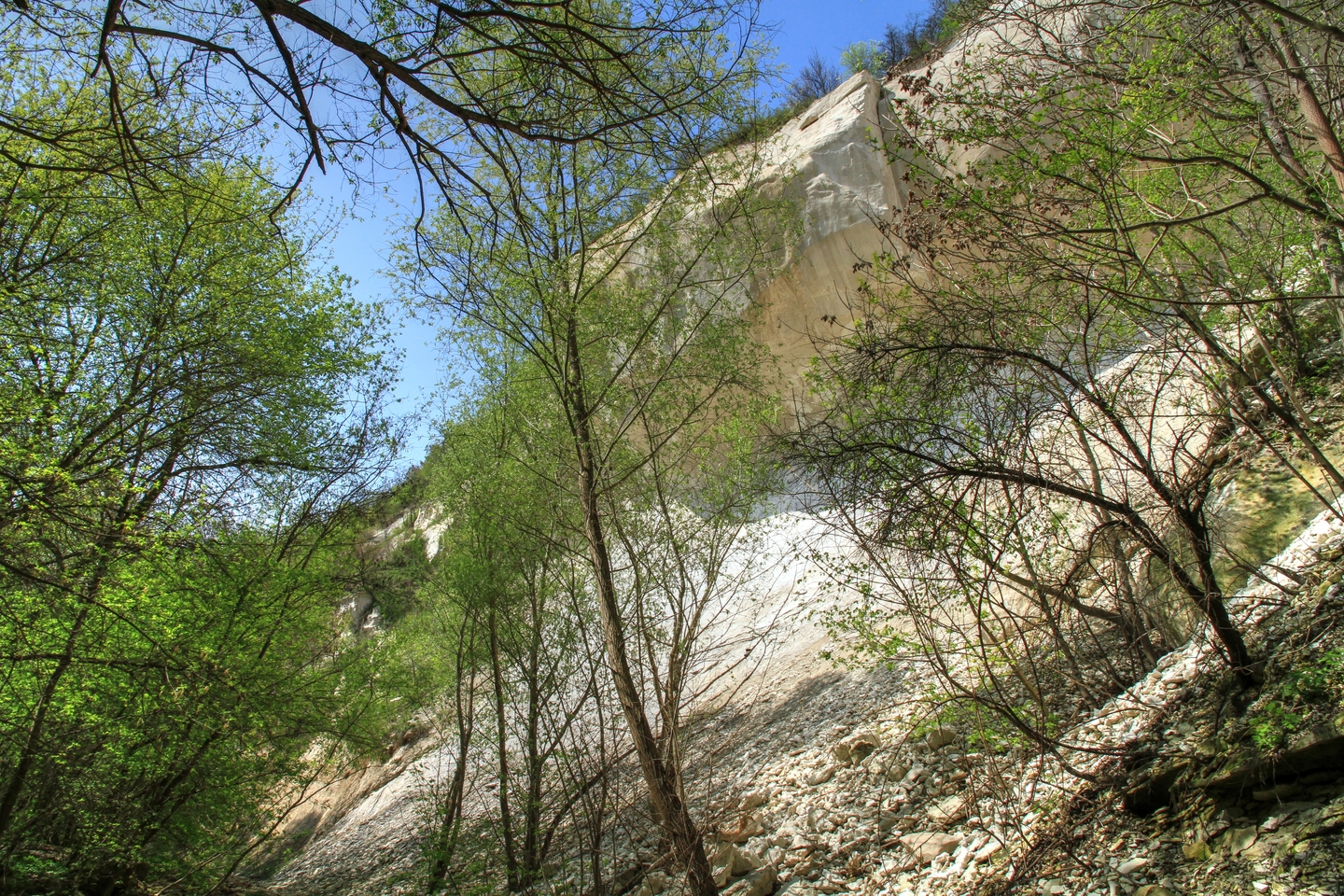
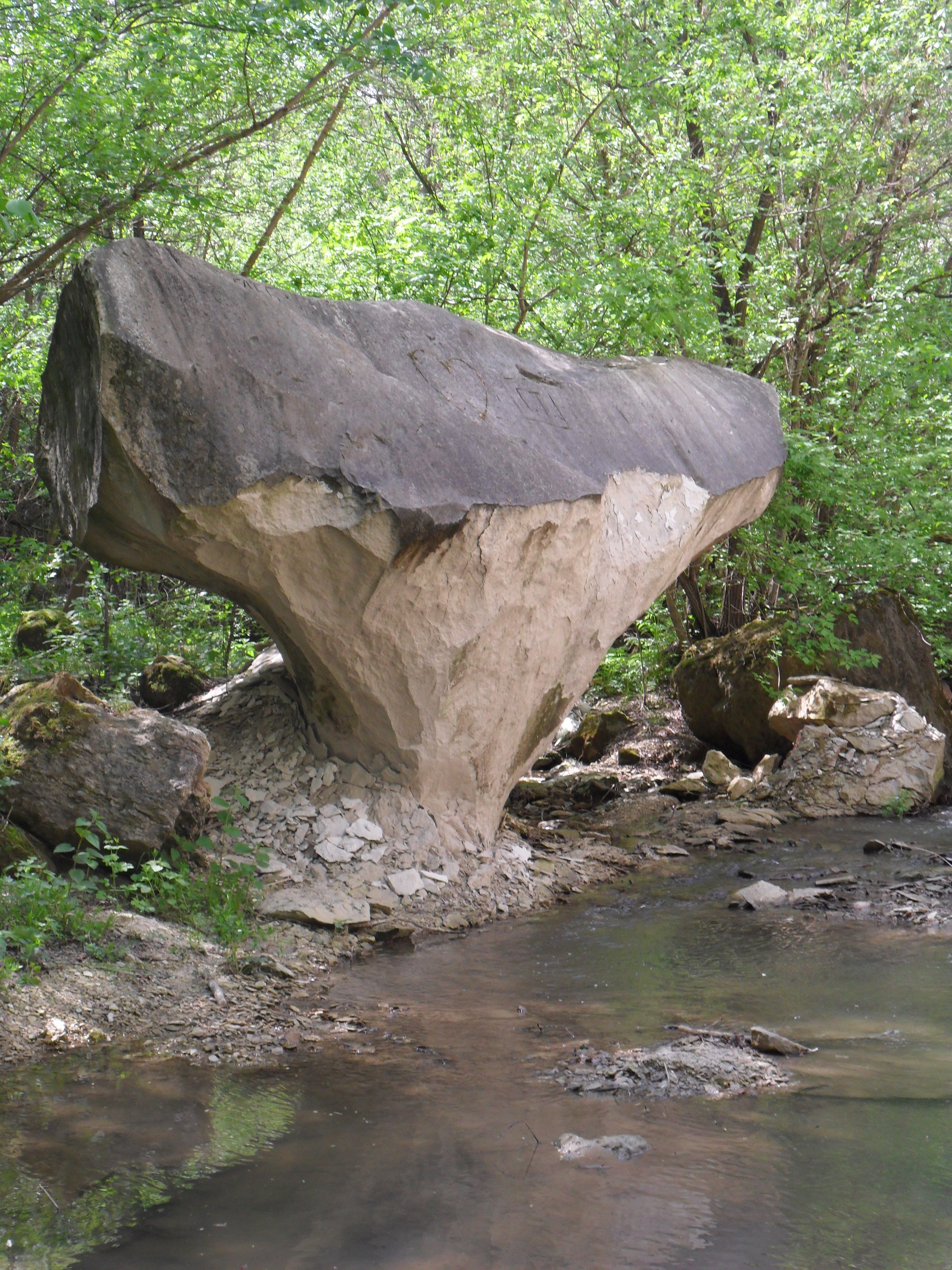
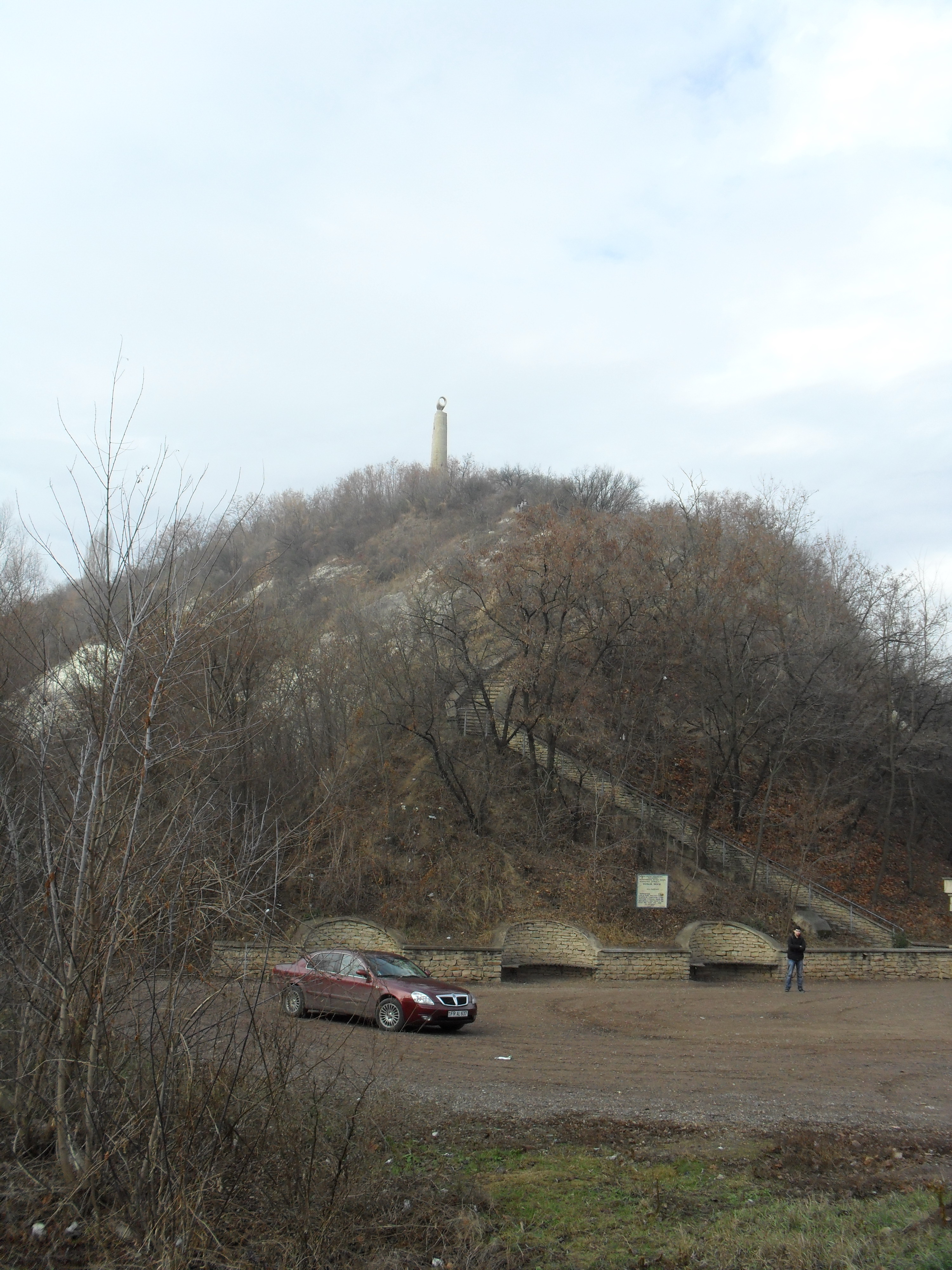
Versantul pe care se află Lumânarea Recunoștinței; râpa lui Bechir e în partea stângă